# Palais des grands maîtres
Le Palais des grands maîtres de Rhodes ou palais des chevaliers est un édifice monumental et fortifié situé sur l'île de Rhodes. Forteresse byzantine à l'origine, il a été agrandi et adapté par l'Ordre de Saint-Jean de Jérusalem au début du XIVe siècle. C'est aujourd'hui un musée. 

## Description et architecture

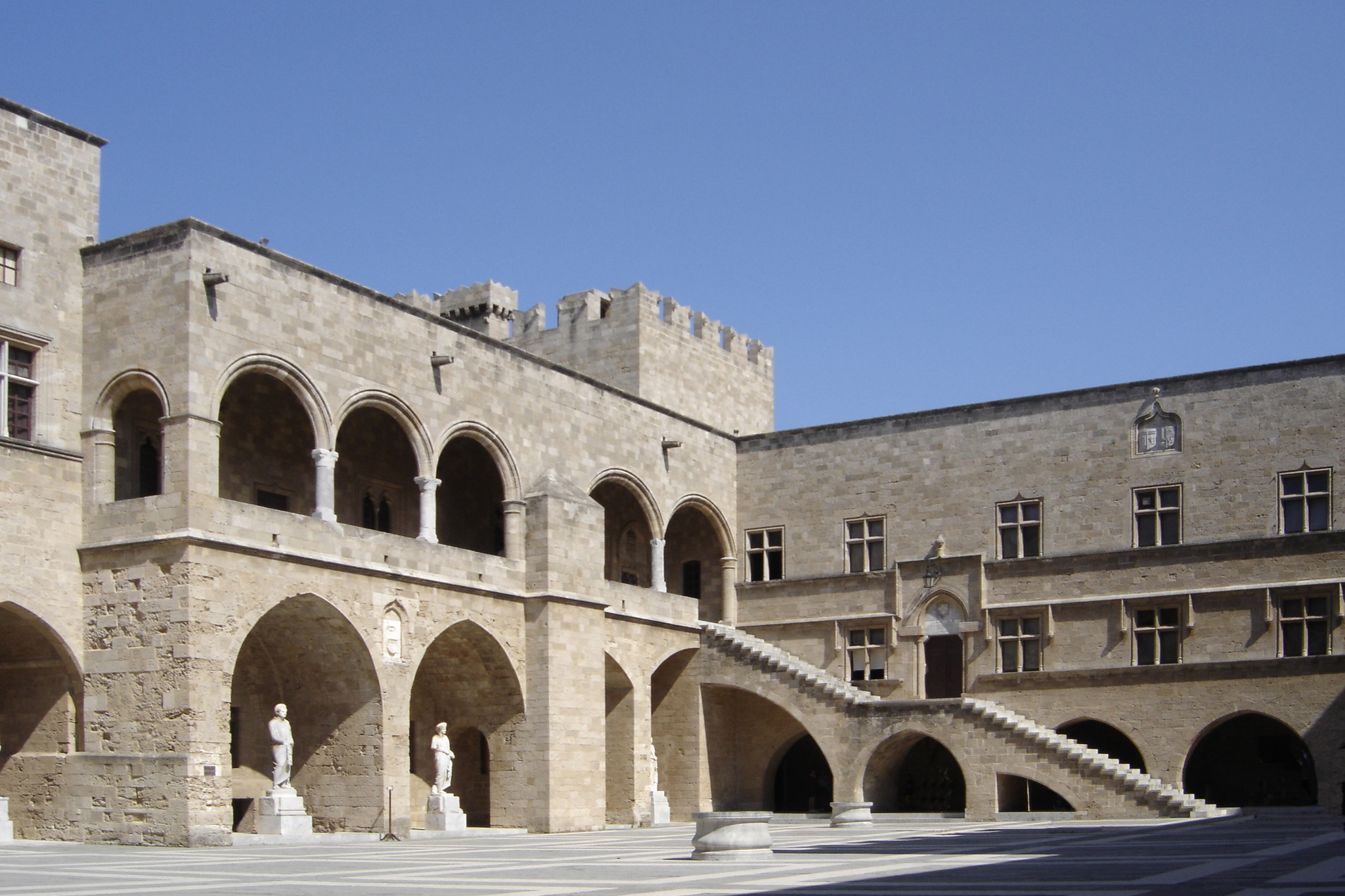
Cour intérieure.

La porte principale est protégée par deux tours massives, rondes, crénelées et à mâchicoulis. Solidaire du reste des fortifications de la ville, le palais s'apparente à un château fort rectangulaire structuré autour d’une cour centrale surmontée de deux niveaux d’arcades en plein cintre. À la fonction défensive du bâtiment s'ajoute le « luxe des appartements du Grand Maître, des chambres de cérémonie » et de la salle du conseil situées au premier étage. Au rez-de-chaussée se trouvaient les cuisines, les réserves et les écuries.

## Histoire
Le palais est construit sur la partie de l'acropole de la Rhodes antique sur laquelle se trouvait un temple dédié à Hélios. Au VIIe siècle, les Byzantins y établirent une citadelle. 
Dans les années 1320, le grand maître Hélion de Villeneuve décide d'installer le siège de l'ordre de Saint-Jean de Jérusalem dans cette forteresse qu'il répare et agrandit. Lieu défensif et de pouvoir, ses successeurs n'ont de cesse de développer ce palais. 
Renforcées et modernisées sous le gouvernement de Jean de Lastic (1437-1454), les fortifications du palais sont adaptées à l'artillerie par Pierre d'Aubusson (1476-1505). Ces agrandissements successifs sont réalisés par des ingénieurs, maitres d’œuvre et artisans grecs et italiens avec une main-d’œuvre essentiellement constituée par des esclaves musulmans.
Les Mamelouks assiègent le palais sans succès en 1440 et 1444. Les Ottomans échouent à s'en emparer une première fois en 1480 puis réussissent en 1522 après un siège de cinq mois.
Partiellement détruit par un séisme en 1851 suivi de l'explosion d'une poudrière ottomane en 1856, il est restauré en 1937 par les autorités fascistes du Dodécanèse italien. Relativement fidèle, cette restauration a néanmoins subi une certaine influence de l'architecture fasciste.

## Fonction actuelle
Le palais abrite aujourd'hui le musée byzantin de la ville de Rhodes.

## Galerie

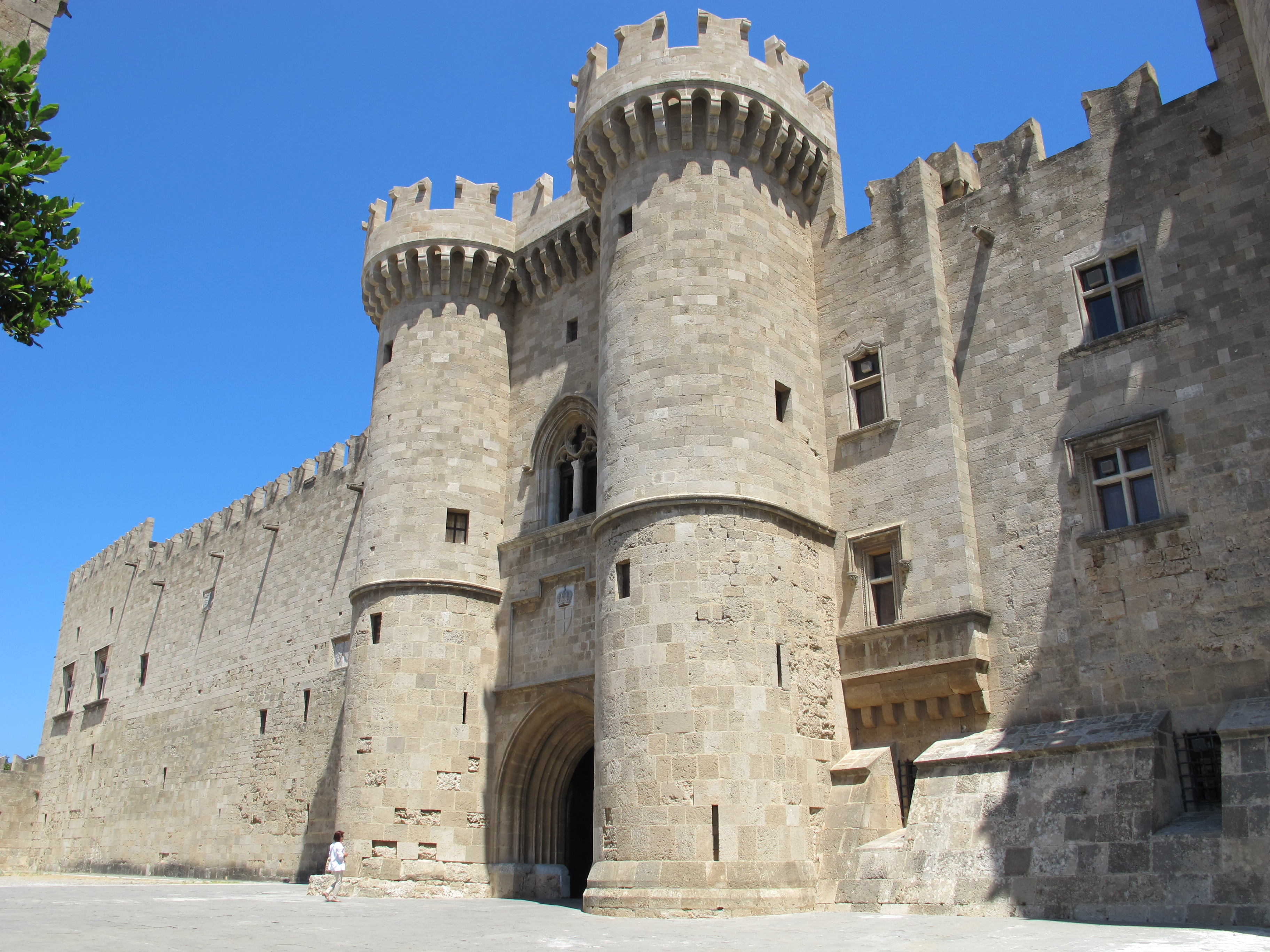
Façade principale du palais côté sud.
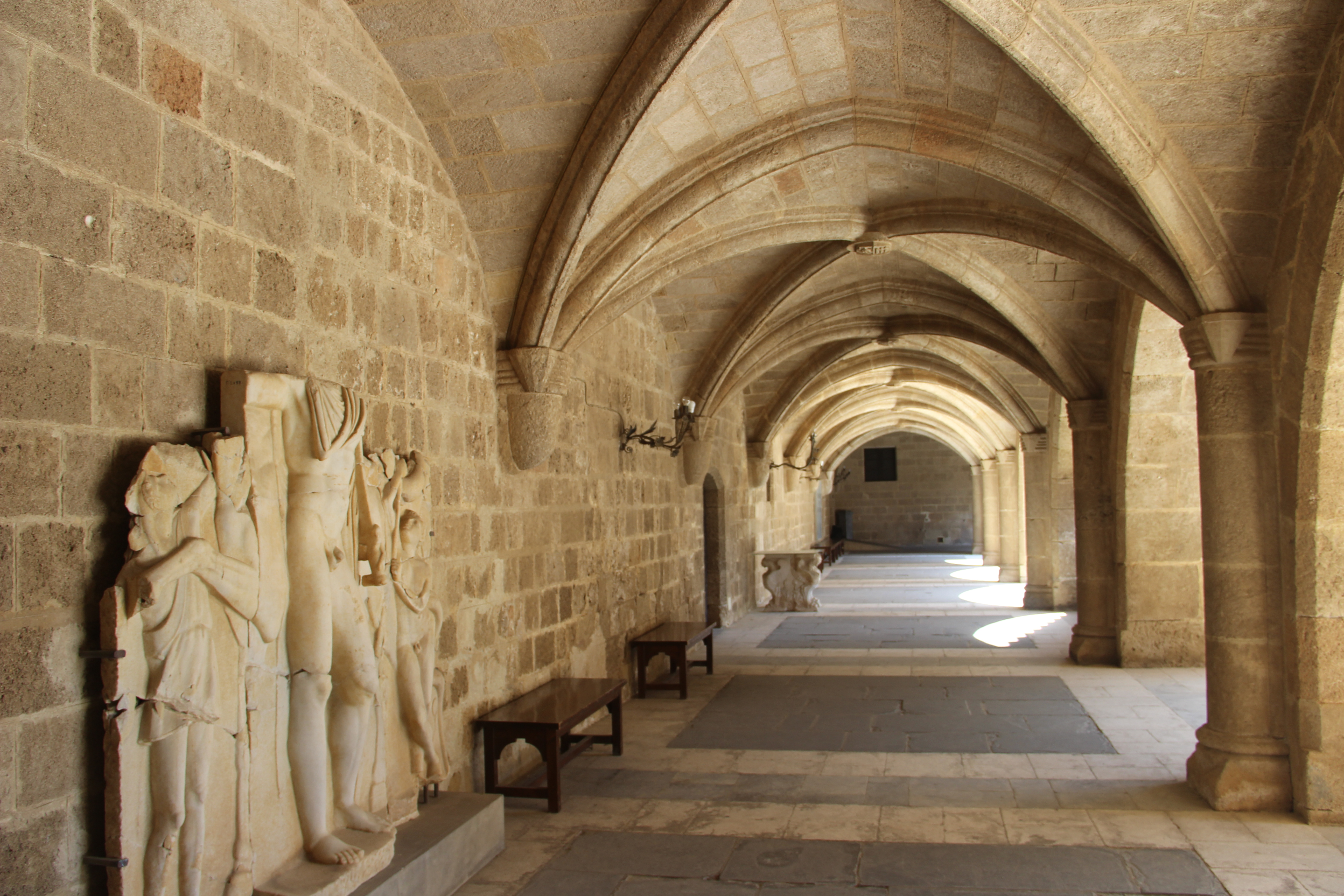
Arcades de la cour intérieure.
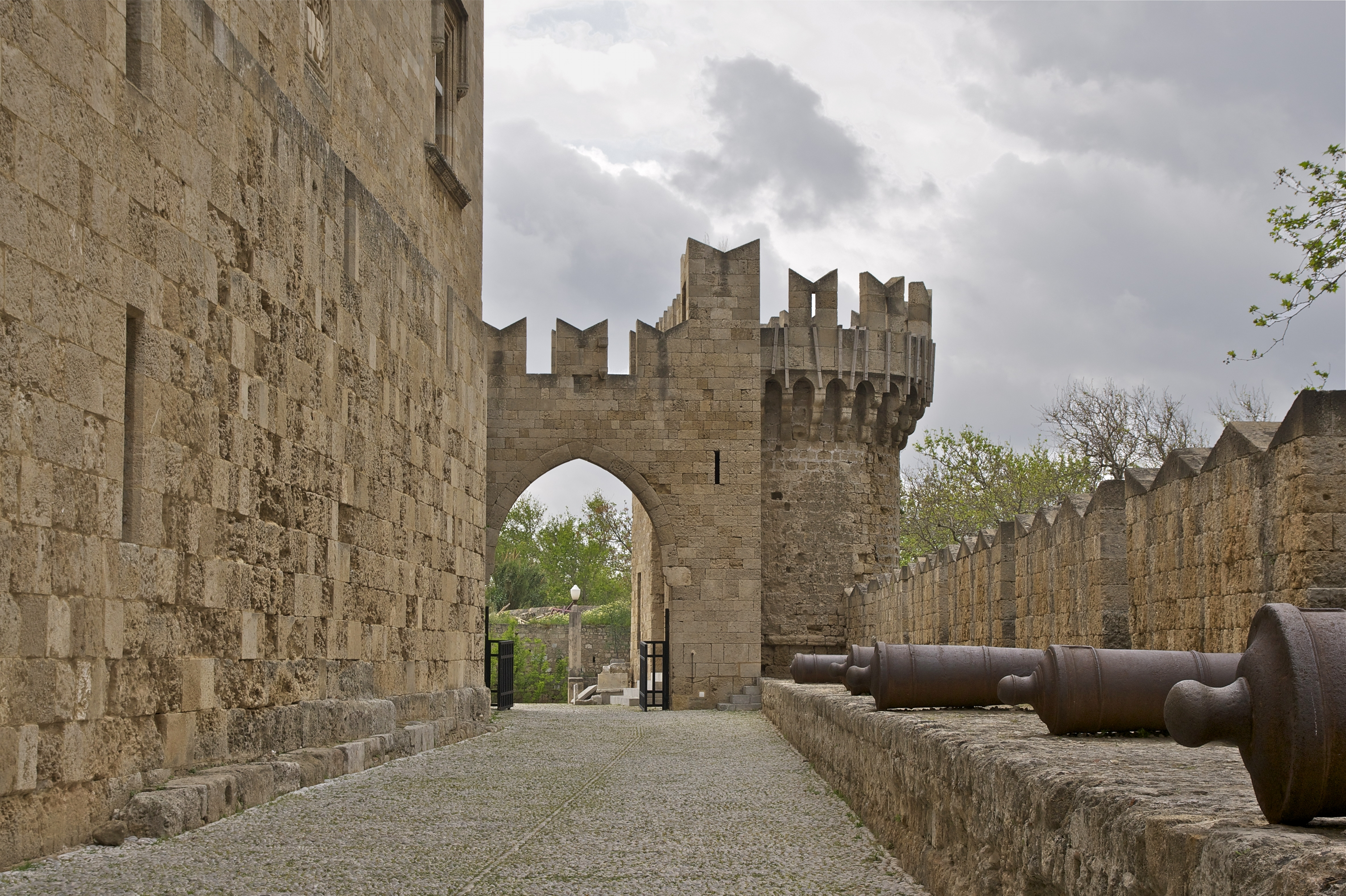
Canons au nord de la Porte Saint-Antoine.
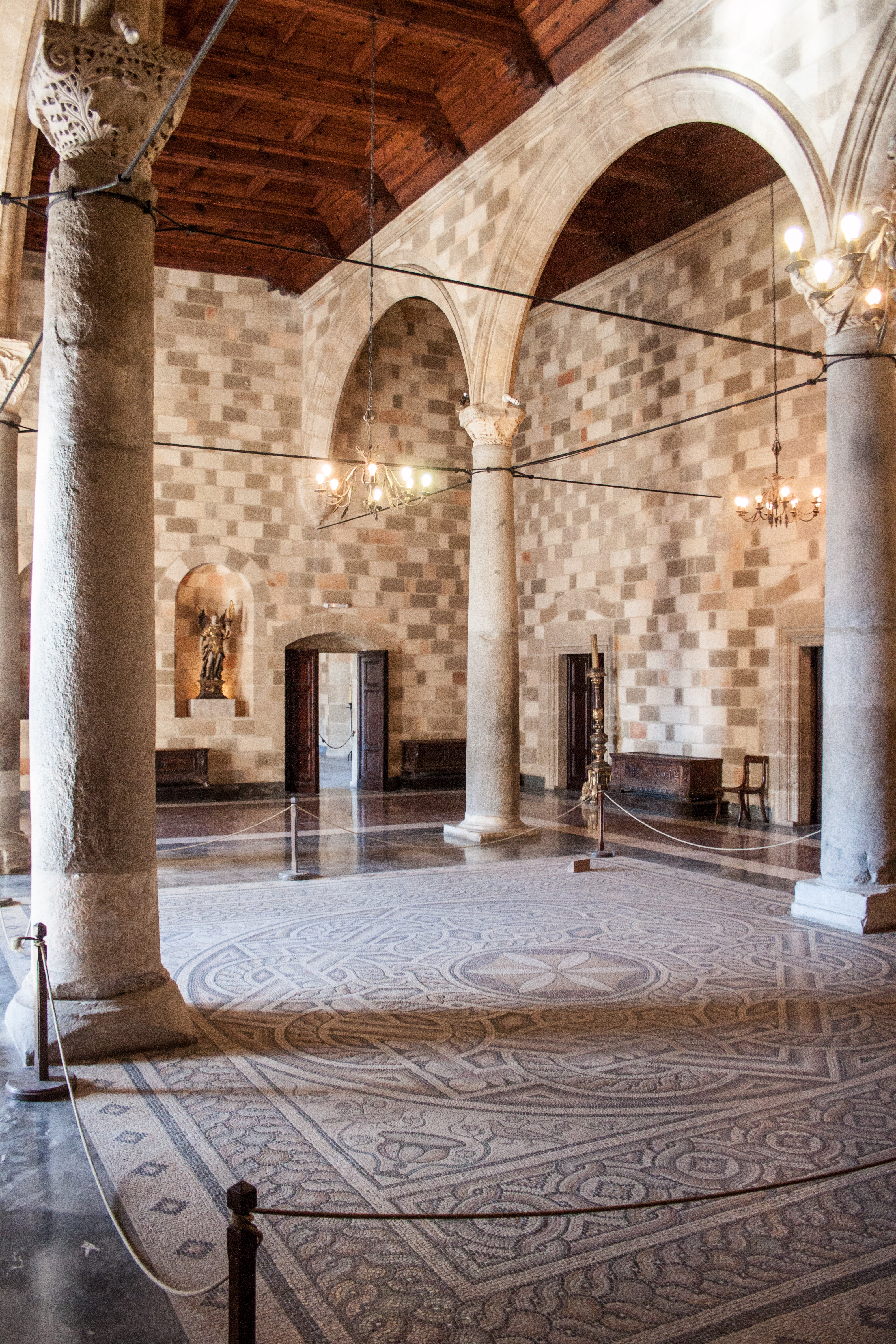
Salle principale du palais.